# سفر به مرکز زمین (فیلم ۱۹۸۹)
سفر به مرکز زمین (انگلیسی: Journey to the Center of the Earth) فیلمی در ژانر فانتزی و ماجرایی به کارگردانی آلبرت پایون است که در سال ۱۹۸۹ منتشر شد. از بازیگران آن می‌توان به کیتی ایرلند اشاره کرد.